# Sven Gerdin
Sven Gunnar Gerdin, född 21 juni 1914 i Oscar Fredriks församling i Göteborgs och Bohus län, död 6 april 2005 i Karlskoga församling i Örebro län, var en svensk ingenjör.

## Biografi
Gerdin avlade studentexamen i Luleå 1933. Han avlade civilingenjörsexamen vid Kungliga Tekniska högskolan i Stockholm 1938 och var förste assistent där 1938–1941. Han var 1941–1979 anställd vid AB Bofors, där han 1947 blev överingenjör och chef för Konstruktionsavdelningen i sektionen för försvarsmateriel, 1958 utvecklingschef, 1968 direktör och 1971 stabschef för koncernplanering.
Sven Gerdin invaldes 1956 som ledamot av Kungliga Örlogsmannasällskapet och 1967 som ledamot av Kungliga Krigsvetenskapsakademien.
Om Gerdins insatser under sin långa tjänstgöring på Bofors berättas i en nekrolog:
| ” | Han ansåg det var viktigt att företaget ökade sin kompetens inom området eldledningar, såväl för befintliga vapensystem som framförallt för framtida system. Sven Gerdins idéer rörande arbetssätt vid utveckling av kompletta vapensystem fick snart en framgångsrik tillämpning då 40 mm luftvärnsautomatkanon M/48 togs fram på mindre än fyra år. Svenska marinen var först i världen med att testa och godkänna detta system för senare anskaffning. Systemet blev 1953 fastställt som NATO-standard, trots att det tagits fram av ett privat företag i ett icke NATO-land. [---] Då Bofors i mitten av 1950-talet hade att besluta om satsning inom robotområdet fanns i Bofors en stor tveksamhet, som framförallt gällde de ekonomiska riskerna. Han deltog emellertid i arbetet med att formulera avgörande villkor om Bofors skulle besluta sig för en satsning. Gerdin ansåg att Bofors inte borde nöja sig med att bara vara delsystemutvecklare. För att företaget skulle ha bättre möjlighet att påverka framtida intäkter borde ett beslut omfatta att såväl utveckla, marknadsföra som tillverka kompletta robotsystem. Så blev fallet, och Bofors tog under 1960- och 1970-talen fram epokgörande konstruktioner inom områdena pansarvärns- och luftvärnsrobotsystem. | „ |